# Gehyra barea
Gehyra barea (бандайська дтелла) — вид геконоподібних ящірок родини геконових (Gekkonidae). Ендемік Індонезії.

## Поширення і екологія
Бандайські дтелли мешкають на островах архіпелагу Банда, на островах Салаваті і Гаг в архіпелазі Раджа-Ампат, а також на островах Кай. Вони живуть у первинних і вторинних вологих тропічних лісах, трапляються в садах.